# Käärmesaari (ö i Södra Savolax, Nyslott, lat 61,81, long 29,47)
Käärmesaari är en halvö i Finland. Den ligger i sjön Puruvesi och i kommunen Nyslott i  landskapet Södra Savolax, i den sydöstra delen av landet, 300 km nordost om huvudstaden Helsingfors. Öns area är 1,7 hektar och dess största längd är 320 meter i sydöst-nordvästlig riktning.